# Gąszczak krzykliwy
Gąszczak krzykliwy, krzakówka krzykliwa (Atrichornis clamosus) – gatunek średniego ptaka z rodziny gąszczaków (Atrichornithidae). Występuje na wybrzeżu lub w pobliżu wybrzeży południowo-zachodniej Australii. Nie wyróżnia się podgatunków. Jest zagrożony wyginięciem.

## Morfologia
Wygląd
Samica jest mniej kontrastowa i mniej intensywniej ubarwiona niż samiec. Dosyć długi, beżowy dziób. Jasna brew. Policzki są czarne, pod nimi biały pasek kontrastuje z czarnym gardłem. Cały wierzch ciała brązowy, przy czym na ogonie delikatne brązowe prążki. Pod ogonem i skrzydłami rozmywająca się pomarańczowa plama. Spód ciała biały, nogi w kolorze różowym.
Wymiary
- długość ciała: 20–25,5 cm
- masa ciała: samiec 51 g, samica 43 g

## Ekologia i zachowanie
Biotop
Zarośla w podmokłych terenach i na bagnach, zarośla eukaliptusowe i trzcinowiska.
Zachowanie
Nieczęsto lata, podczas poruszania się w podszycie używa stałych ścieżek.
Głos
Coraz cichsze słodkie dźwięki, potem przyśpiesza do wybuchowego finału. Samiec i samica mogą odzywać się razem.
Pożywienie
Owady i inne małe bezkręgowce.
Lęgi
Wyprowadza 1 lęg. Gniazdo w sitowiu, jest zamknięte. Nisko nad ziemią. Samica wysiaduje 1 jajo przez 28–41 dni. Młode umieją latać po 21–28 dniach.

## Status i ochrona
Międzynarodowa Unia Ochrony Przyrody (IUCN) od 2012 roku uznaje gąszczaka krzykliwego za gatunek zagrożony (EN – endangered); wcześniej, od 1994 roku miał on status gatunku narażonego (VU – vulnerable). Liczebność populacji szacuje się na około 1000–1500 dorosłych osobników. Trend liczebności populacji uznawany jest za spadkowy. Historyczne spadki zasięgu występowania tego gatunku przypisuje się zmianom reżimu wypalania buszu przez człowieka. Obecnie głównym zagrożeniem są rozległe, niekontrolowane pożary buszu o dużej intensywności, potęgowane przez to, że ptak ten ma ograniczone zdolności rozprzestrzeniania się. By powstrzymać spadki liczebności, gąszczak krzykliwy został (z różnym skutkiem) introdukowany bądź reintrodukowany w kilku lokalizacjach, między innymi na wyspie Bald Island.